# Jenteal
Jenteal, eller Reanna Lynn Rossi, född den 26 juni 1976 i Oklahoma, död 30 oktober 2020 på Filippinerna, var en amerikansk porrfilmsskådespelerska.
Jenteal började sin karriär inom porrfilm 1994 och gjorde sin sista film år 2000.